# إيتوري فييراموسكا (غواصة)
إيتوري فييراموسكا (بالإيطالية: Ettore Fieramosca) هي غواصة إيطالية خدمت ضمن صفوف البحرية الملكية الإيطالية (Regia Marina) خلال الحرب العالمية الثانية. سُمّيت الغواصة تيمّنًا بالمحارب الإيطالي الشهير إيتوري فييراموسكا، وهو قائد مرتزقة (كوندوتييري) من القرن السادس عشر، عُرف بشجاعته ومهاراته العسكرية خلال النزاعات الإيطالية في تلك الفترة.

## التصميم والبناء
تم تصميم الغواصة من قبل المهندس برنارديس كغواصة طراد، على غرار الغواصة الفرنسية سوركوف، مع نية لتجهيزها بطائرة استطلاع بحرية في حظيرة خاصة ومدفع عيار 203 ملم. إلا أن هذا التصميم عُدل لاحقًا، حيث أُزيلت الحظيرة عام 1931 واستُبدل المدفع الكبير بمدفع عيار 120 ملم/45.

## الخصائص التقنية
- الطول: 84.0 مترًا
- العرض: 8.3 مترًا
- الغاطس: 5.11 متر
- الإزاحة: 1,556 طن (سطحي)، 1,965 طن (مغمور)
- السرعة: 15 عقدة (سطحي)، 8 عقدة (مغمور)
- المدى: 5,000 ميل بحري بسرعة 9 عقد (سطحي)، 90 ميلًا بحريًا بسرعة 3 عقد (مغمور)
- العمق الأقصى: 100 متر
- الطاقم: 7 ضباط و71 بحارًا

## التسليح
- 1 × مدفع 120 ملم/45
- 2 × رشاش مزدوج عيار 13.2 ملم
- 8 × أنابيب طوربيد عيار 533 ملم (4 أمامية، 4 خلفية)
- 14 طوربيد
- طائرة استطلاع (لم تُستخدم فعليًا)

## الخدمة التشغيلية
بُنيت الغواصة في حوض توسي بمدينة تارانتو. وُضعت عارضتها في 17 يوليو 1926، وتم إطلاقها في 14 أبريل 1929، ودخلت الخدمة رسميًا في 15 ديسمبر 1931.
شاركت في الحرب الأهلية الإسبانية عبر مهمتين:
- الأولى بين 21 ديسمبر 1936 و5 يناير 1937، حيث أطلقت ثلاثة طوربيدات على الطراد الجمهوري مينديز نونيز دون إصابة.
- الثانية في فبراير 1937، حيث قصفت ميناء برشلونة بـ45 قذيفة، وألحقت أضرارًا طفيفة بناقلة النفط زوروزا.

أما خلال الحرب العالمية الثانية، فقد نفذت بعض الدوريات في عام 1940 دون نتائج تُذكر. وفي وقت لاحق من نفس العام، تعرضت لانفجار في البطاريات تسبب في أضرار جسيمة، وأُخرجت من الخدمة في أبريل 1941، قبل أن يتم تفكيكها نهائيًا عام 1946.